# NGC 6821
NGC 6821 (другие обозначения — PGC 63594, MCG -1-50-2, IRAS19417-0657) — спиральная галактика с перемычкой (SBcd) в созвездии Орёл.
Этот объект входит в число перечисленных в оригинальной редакции «Нового общего каталога».